# جون بلير
جون بلير (بالإنجليزية: John Blair (Tennessee))‏ (و. 1790 – 1863 م)هو سياسي، ومحامي من الولايات المتحدة الأمريكية . ولد في جونزبورو . تولى منصب عضو مجلس النواب تينيسي .
وهو عضو في الحزب الجمهوري الديمقراطي، والحزب الديمقراطي الأمريكي .
توفي في جونزبورو .